# François-Marie Bachelot
 (juillet 2018).
François Marie Bachelot est un homme politique français né le 26 juillet 1758 à Piriac (Bretagne) et décédé le 22 janvier 1827 à Vannes (Morbihan).
Il est élu député du Morbihan au Conseil des Cinq-Cents le 24 vendémiaire an IV, sortant de cette assemblée en 1797.